# Модліковиці
Модліковиці (пол. Modlikowice) — село в Польщі, у гміні Загродно Злоторийського повіту Нижньосілезького воєводства. Населення — 390 осіб (2011).
У 1975-1998 роках село належало до Легницького воєводства. Місто розташоване на відстані близько 5 км на північний захід від Загродно, 11 км на північний захід від Злотор'я та 85 км на захід від регіонального центру Вроцлава.

## Демографія
Демографічна структура станом на 31 березня 2011 року:
|          | Загалом | Допрацездатний вік | Працездатний вік | Постпрацездатний вік |
| -------- | ------- | ------------------ | ---------------- | -------------------- |
| Чоловіки | 189     | 35                 | 138              | 16                   |
| Жінки    | 201     | 46                 | 116              | 39                   |
| Разом    | 390     | 81                 | 254              | 55                   |